# Władysław Brochwicz
Władysław Brochwicz, właśc. Władysław Hubel (ur. 4 grudnia 1901 we Lwowie, zm. 8 stycznia 1958 w Katowicach) – polski aktor teatralny i filmowy.

## Życiorys
Urodzony jako Władysław Hubel we Lwowie. Absolwent wydziału prawa Uniwersytetu Lwowskiego. W 1926 roku ukończył szkołę dramatyczną przy Konserwatorium Lwowskim i zdał aktorski egzamin eksternistyczny w ZASP. Aktor teatrów: Miejskiego we Lwowie (1926-1937), Miejskiego w Łodzi (1937-1938), Polskiego w Katowicach (ob. Teatr Śląski im. Wyspiańskiego) (1938-1939), Polskiego we Lwowie (1939-1941, 1944-1945). Podczas okupacji niemieckiej pracował jako robotnik. Po wojnie ekspatriowany do Katowic, gdzie w Teatrze Śląskim im. Wyspiańskiego występował do końca życia.

## Role

### Film
- 1947 – Ostatni etap - lagerkommandant Hans Schmidt
- 1954 – Autobus odjeżdża 6.20 - złodziej ryb
- 1958 – Dezerter - górnik

### Teatr
- 1926 – Bitwa pod Waterloo - Vegh
- 1932 – Dziady - gubernator, jenerał, ksiądz Lwowicz
- 1932 – Krzyczcie Chiny! - przewoźnik Fej
- 1932 – Sen srebrny Salomei - szlachcic
- 1932 – Papa - Verniers
- 1932 – Gorączka nafty - Charlie Hatfield
- 1932 – Samuel Zborowski - teolog
- 1932 – Mariusz - pan Brun
- 1932 – Pinokio - doktor Kruk, karabinier
- 1932 – Powrót Odysa - Melantios
- 1932 – Rozkosz uczciwości - Marek Fongi
- 1932 – Hiszpańska mucha - Burwig
- 1933 – Samum - kasjer
- 1933 – Zbójcy - Herman
- 1933 – Cezar i Kleopatra - Lucjusz Septimus
- 1933 – Opera za trzy grosze - Walter
- 1933 – Jeńcy - jeniec II
- 1933 – Fraulein Doktor - por. Müller, sanitariusz, sierż. Duval
- 1933 – Porwana narzeczona - amant
- 1933 – Trzecie piętro - pokój nr 17 - zarządca domu
- 1933 – Bachantki - goniec I
- 1933 – Wesele - ksiądz, hetman
- 1933 – Robinson Kruzoe - Czarny Orzeł
- 1936 – Na Łyczakowie - postać: nietutejszy
- 1936 – Koriolan - Plebejusz
- 1937 – Życie snem - Klaryn
- 1937 – Podwójna buchalteria - Burczykowski
- 1945 – Wesele - Czepiec
- 1945 – Burmistrz Stylmondu - major
- 1946 – Jason albo Wyspa Umarłych - Oliver
- 1946 – Dom otwarty - Wicherkowski
- 1947 – Rewizor - Artiemij Filipowicz Ziemlanika
- 1947 – Papuga - sędzia
- 1948 – Panna Maliczewska - Daum
- 1948 – Pan inspektor przyszedł - Arthur Birling
- 1949 – Przygody Albertusa - Bacchus, prolog I
- 1949 – Rycerz Ognistego Pieprzu - Laurenty Stypa
- 1949 – Mieszczanie - Bezsiemionow
- 1950 – Obcy cień - Makiejew
- 1951 – Intratna posada - Władymirycz Wiszniewski
- 1952 – Trzydzieści srebrników - Austin Carmichael
- 1952 – Świętoszek - Tartuffe
- 1952 – Zagłada eskadry - Nagar
- 1954 – Pan Damazy - Damazy Żegota
- 1954 – Wiśniowy sad -  Simeonow-Piszczyk Borys Borysowicz
- 1955 – Czarująca szewcowa - Alkad
- 1955 – Wielka wystawa - Barzilai
- 1957 – Bal manekinów - Arnaux

## Źródła
- Władysław Brochwicz w bazie  filmpolski.pl
- Władysław Brochwicz, [w:] Encyklopedia teatru polskiego (osoby) [dostęp 2021-04-08].